# Angel Červenkov
Angel Červenkov (in bulgaro Ангел Червенков?, traslitterazione anglosassone: Angel Chervenkov; Boljarovo, 10 giugno 1964) è un allenatore di calcio ed ex calciatore bulgaro, di ruolo difensore, tecnico del Čornomorec' Odessa.

## Palmarès

### Giocatore
- Campionato bulgaro: 2

CSKA Sofia: 1986-1987
FK Etar: 1990-1991

### Allenatore
- Campionato bulgaro: 1

Litex: 2009-2010